# Världsaidsdagen

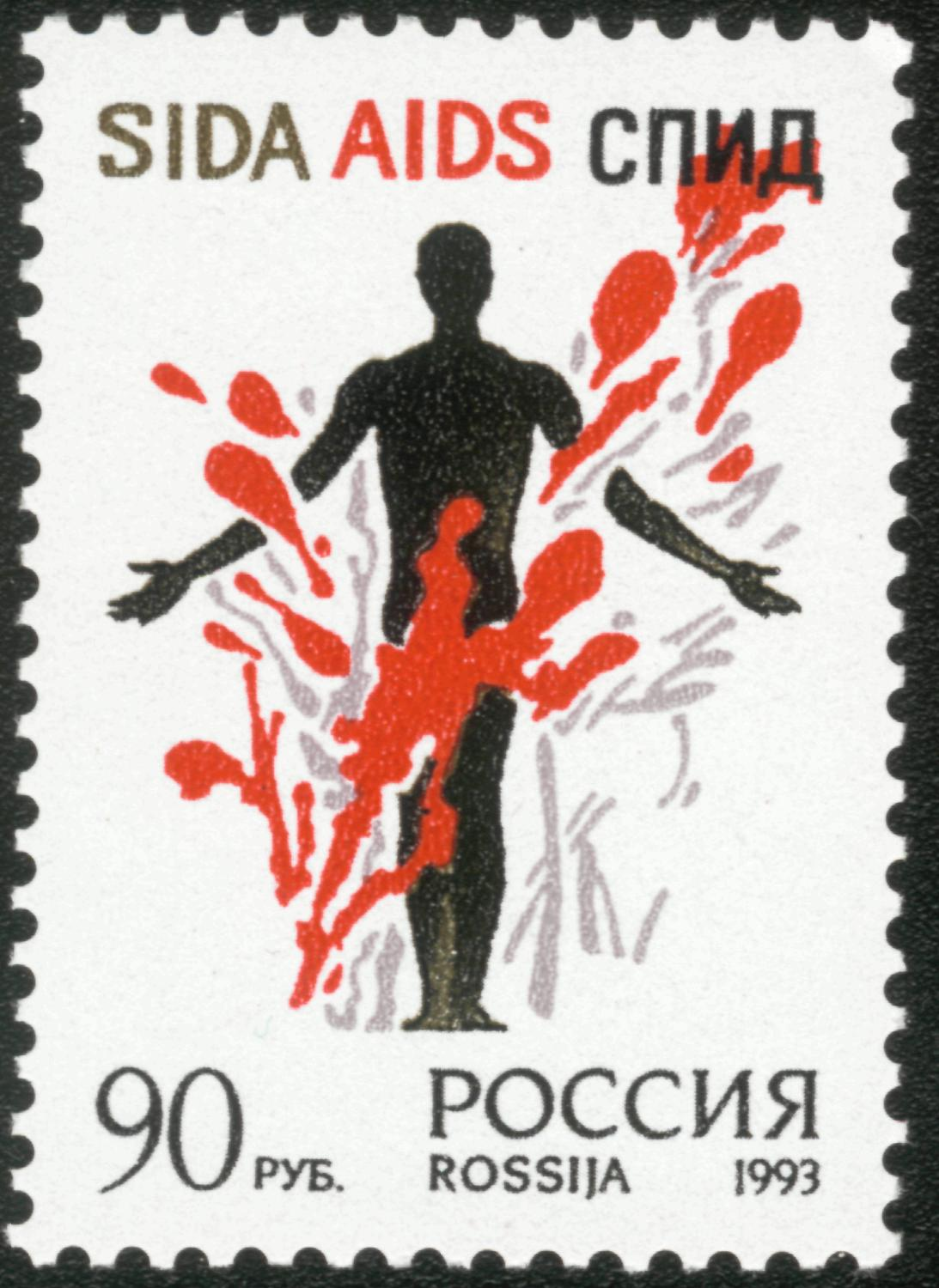

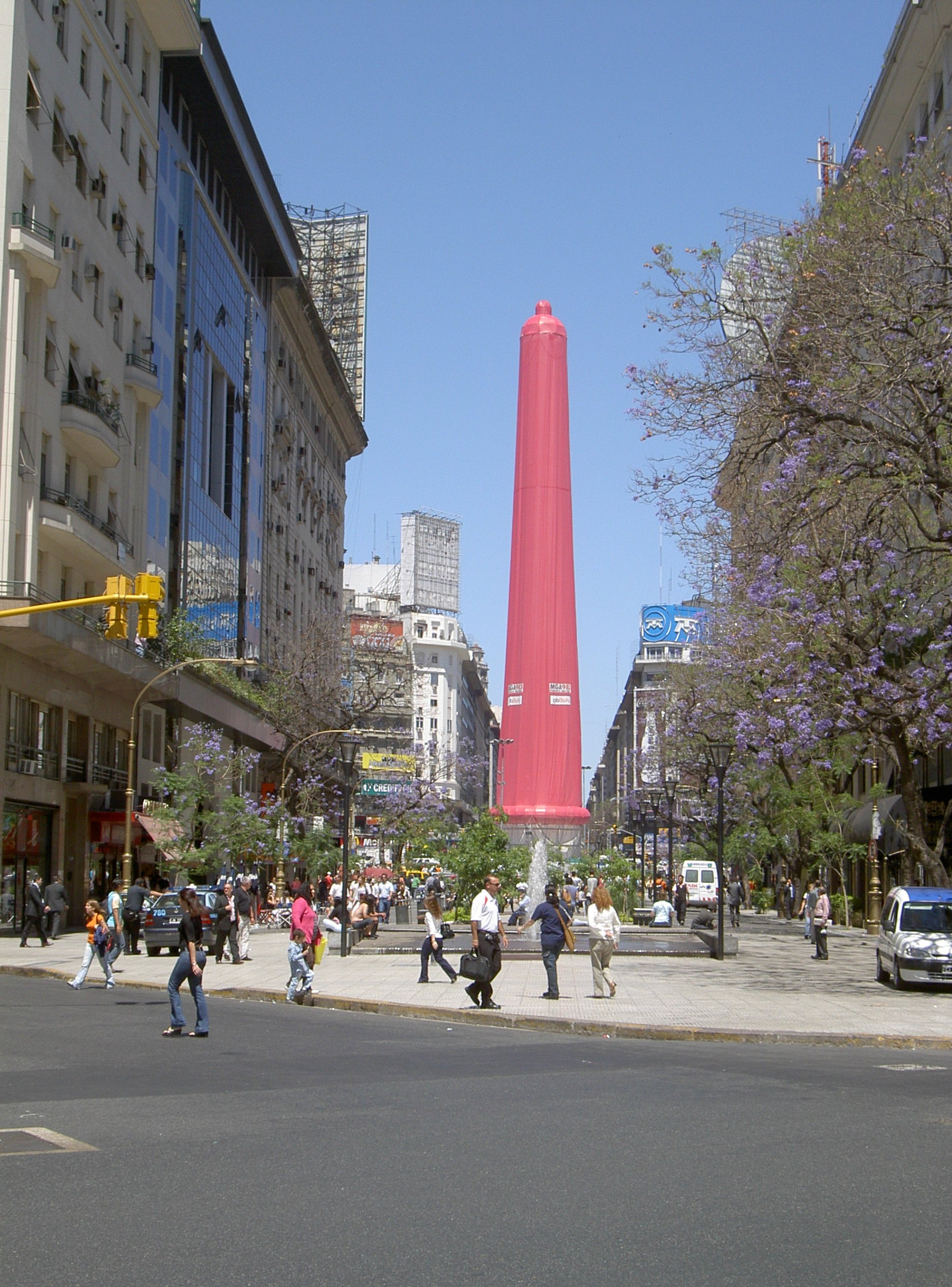

Världsaidsdagen, den 1 december, är en dag ägnad åt kampen mot sjukdomen aids främst genom utbildning om förebyggande mot aids och även missuppfattningar om sjukdomen. Den uppmärksammas internationellt.
Dagen instiftades 1988 av folkhälsoministrar från olika länder, vid en internationell konferens om aidsprevention. Den har sedan dess årligen uppmärksammats av olika regeringar och organisationer.
Fram till 2004 hade UNAIDS, Joint United Nations Programme on HIV/AIDS, ansvaret för arbetet att uppmärksamma världsaidsdagen. År 2005 överlämnades ansvaret till Världsaidskampanjen.